# Девід Робертс (художник)
Девід Робертс (англ. David Roberts; 24 жовтня 1796 — 24 листопада 1864) — шотландський художник.

## Біографія

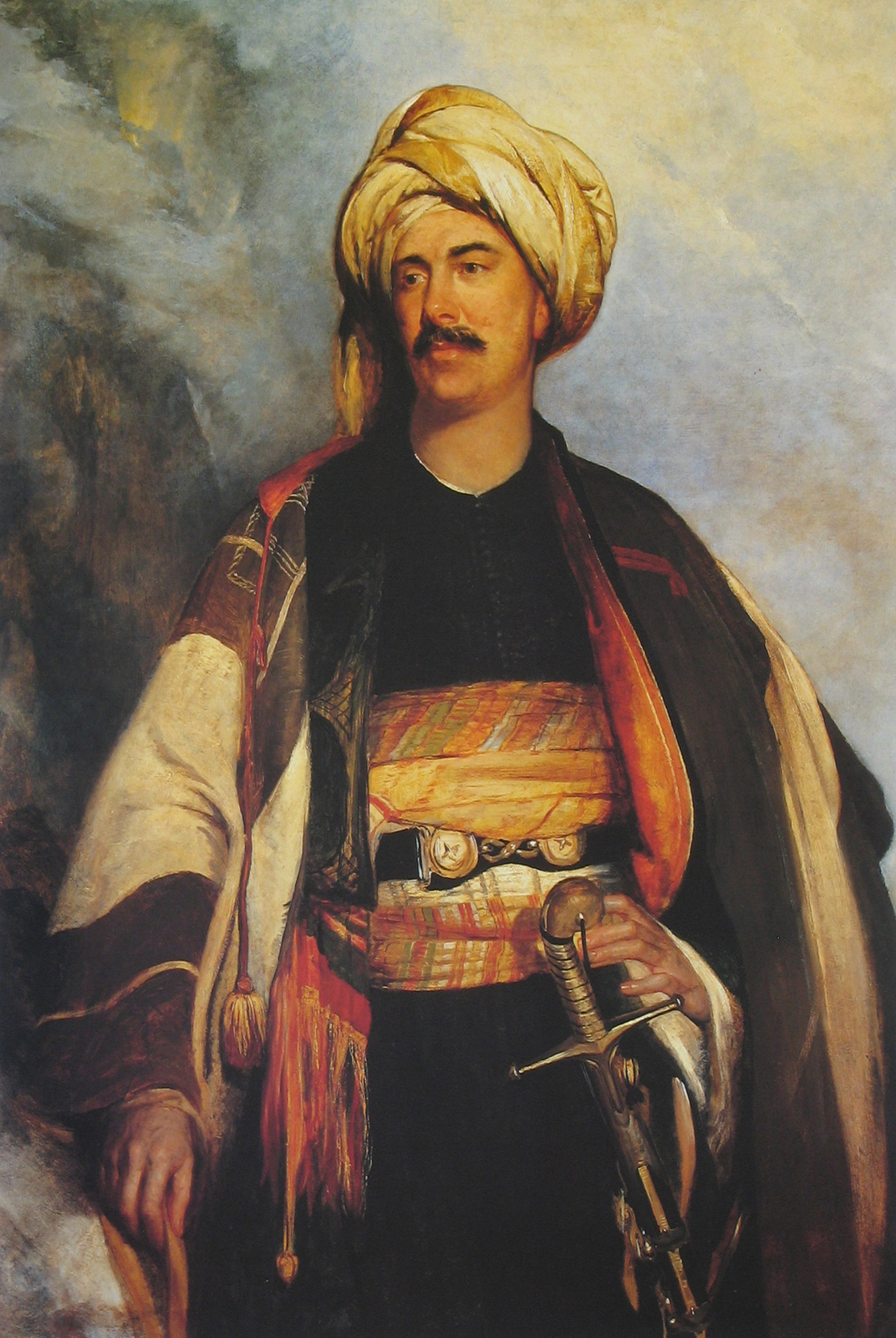
Девід Робертс, есквайр, в арабському одязі, художник Роберт Скотт Лаудер. 1840 рік

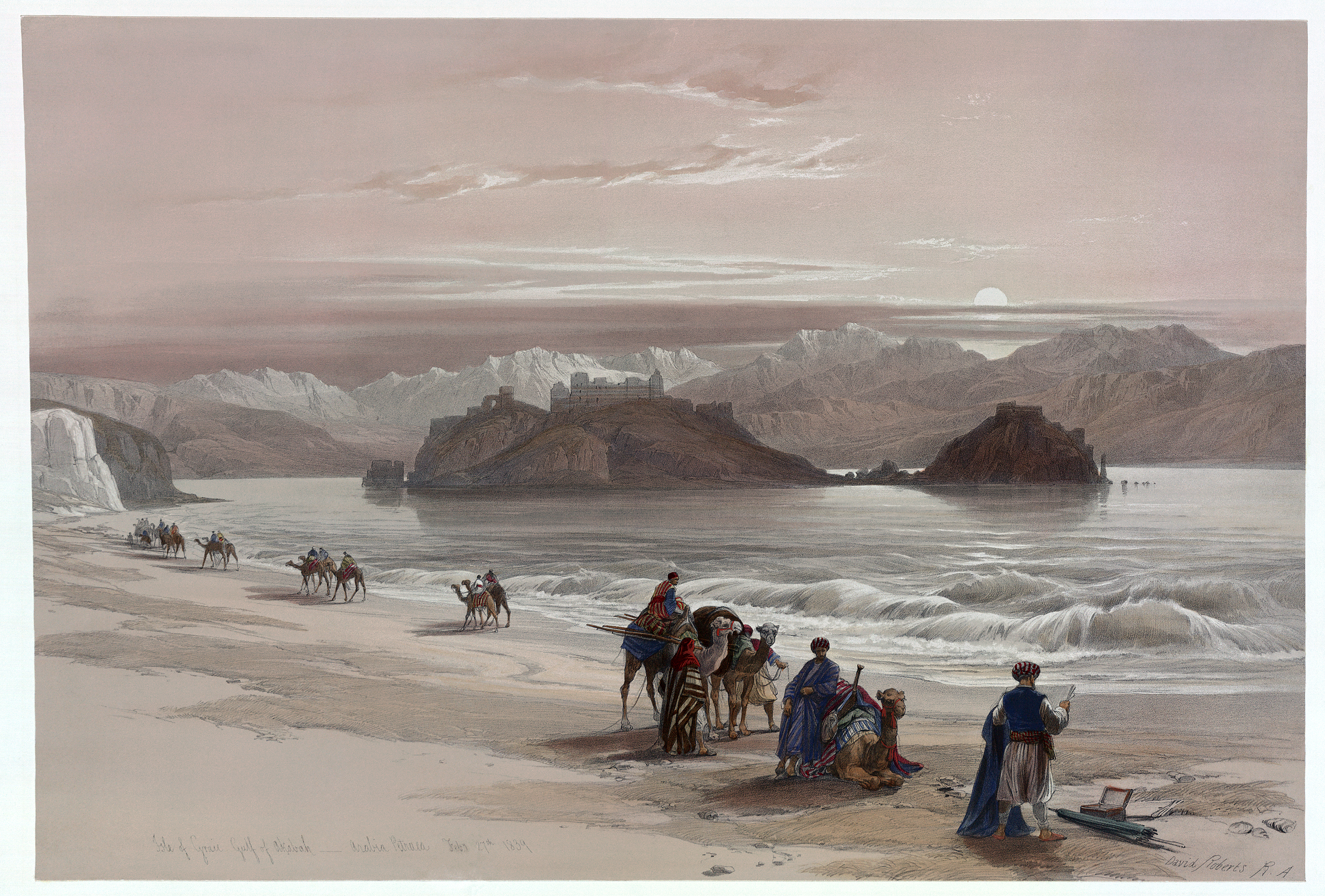
Острів Грайя в затоці Акаба біля скель Аравії, 1839 рік, літографія з малюнку Девіда Робертса

Народився в сім'ї ремісника в передмісті Единбурга. Після закінчення початкової школи був призначений підмайстром до маляра і декоратора Гевіна Бьюго (Gavin Beugo).
У 1815 році Робертс почав працювати самостійно. У 1819 році він — сценограф Королівського Театру в Глазго, у 1820 році — у Единбурзькому театрі, з 1822 року — у театрі Друрі-лейн (Лондон), а з 1826 року — в театрі Ковент Гарден. Перша виставка картин відбулася в 1824 році.
Девід Робертм прославився як майстер зображення архітектурних пам'ятників. У 1824 році він подорожував Францією, Бельгієюї, Голландією і Німеччинєю, де зробив багато малюнків, які на той час мали великий попит, оскільки фотографія ще не була винайдена, і малюнки і гравюри були єдиним способом показати читачеві як виглядають далекі країни. У 1832—1833 роках провів одинадцять місяців в Іспанії і Марокко.
Девід Робертс був також засновником Товариства британських художників, яке очолив у 1831 році.
Найбільш плідною була поїздка художника до Єгипту і Палестини у 1838—1839 роках.
Робертс відплив у подорож 11 вересня 1838 з Марселя і 24 вересня прибув до Александрії. На кораблі художник піднявся Нілом доНубії, до храму Абу-Сімбел. З 7 лютого по 13 травня 1839 року здійснив подорож через Синай і Петру до Єрусалима та інших місцевин Святої землі. 21 липня 1839 художник повернувся до Англії, привізши з собою 272 малюнки, картину, що зображує панораму Каїра, три зошити ескізів і щоденник подорожі, переписаний його дочкою Христиною.
У 1841 році Девід Робертс був обраний членом Королівської Академії. Публікація в 1842—1849 роках альбомів гравюр з єгипетських і палестинських картин принесла Робертсу визнання. Він став найзнаменитішим художником вікторіанської епохи.
У 1843 році Робертс ще раз побував у Франції, Бельгії і Голландії, у 1851 році — у північній Італії, за два роки — в Римі та Неаполі, згодом — знову в Бельгії і в Парижі.

## Галерея

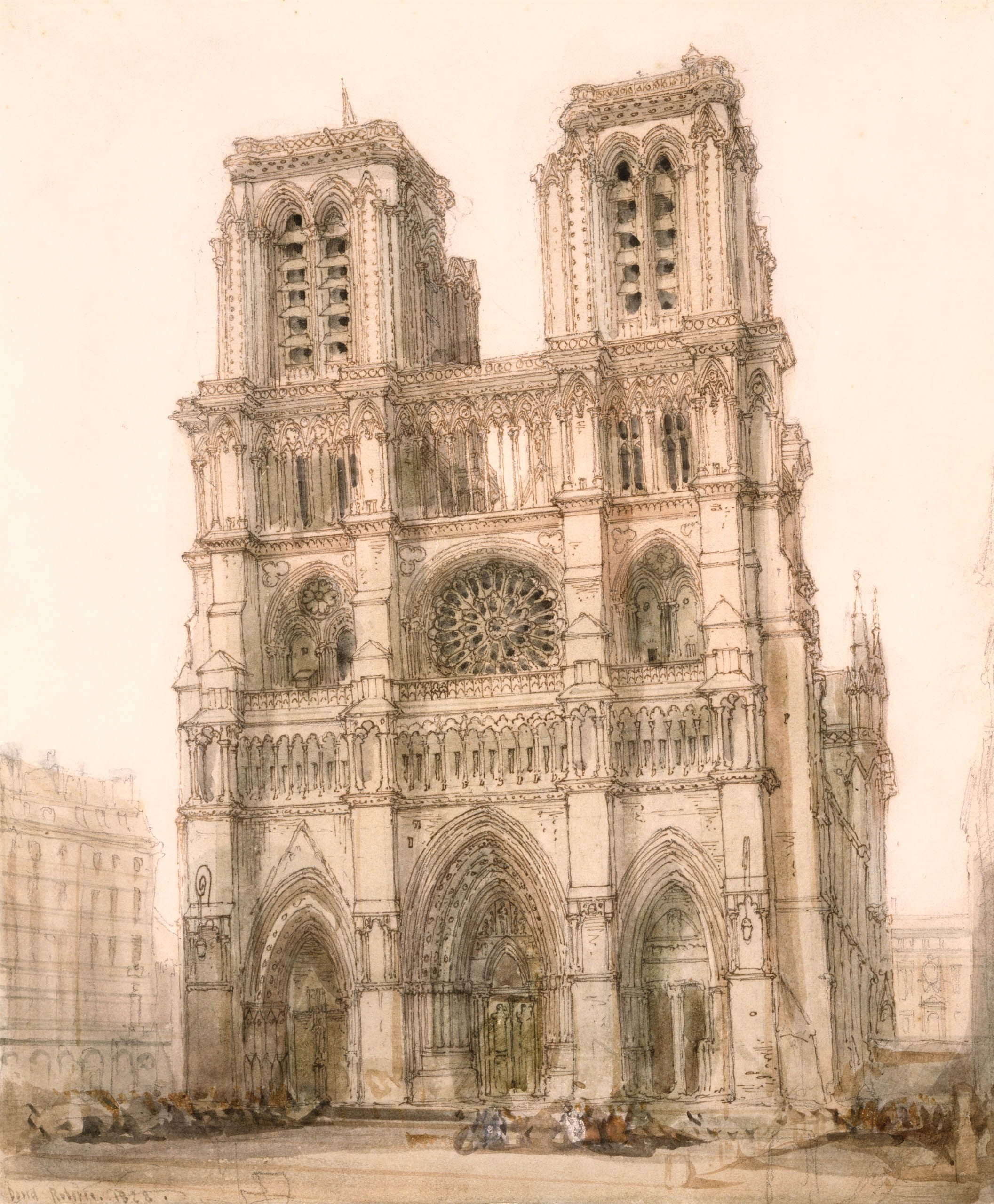
Собор Паризької Богоматері. 1828 рік
Спуск на рівнину Гранади. 1834 рік
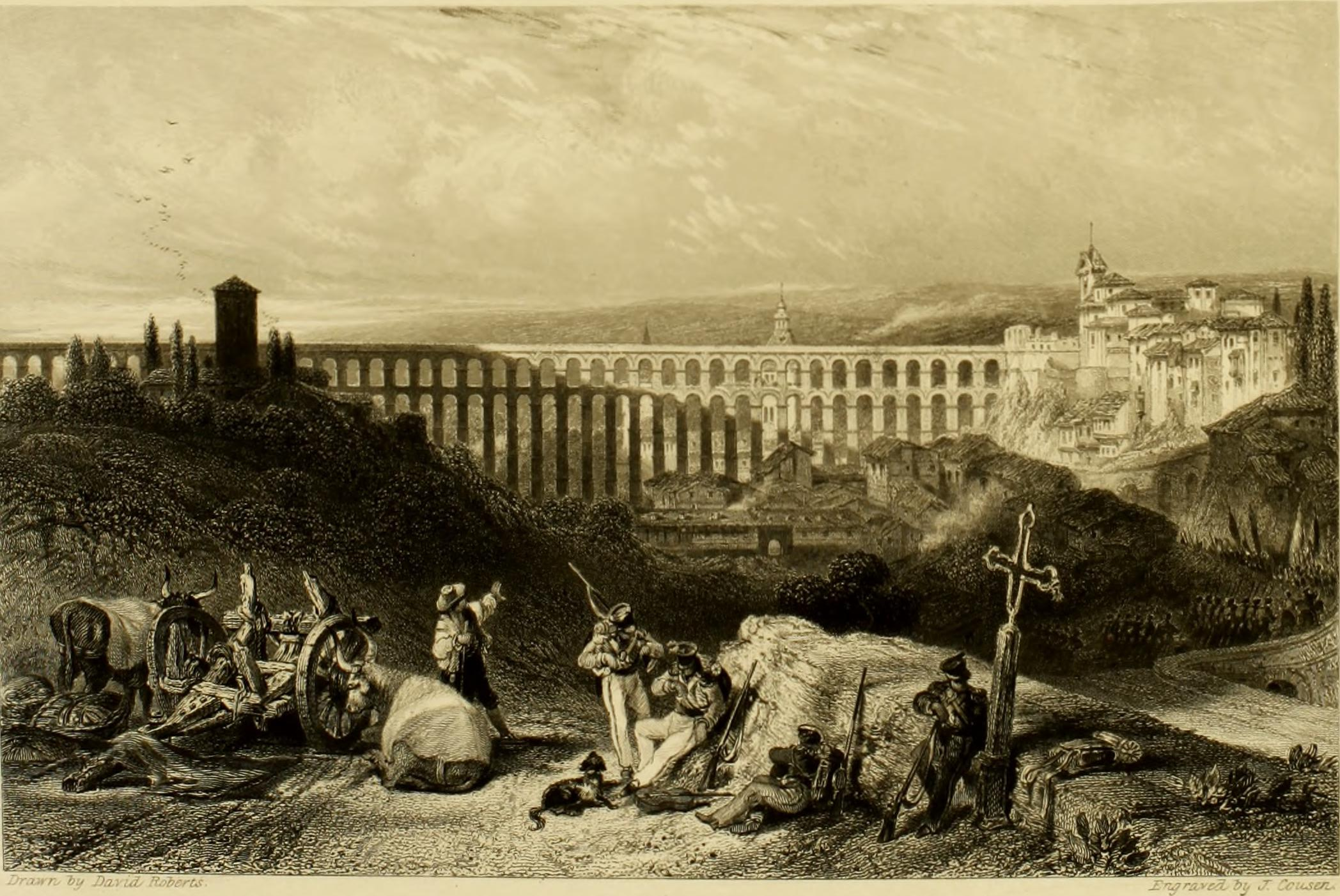
Сеговія. 1838 рік
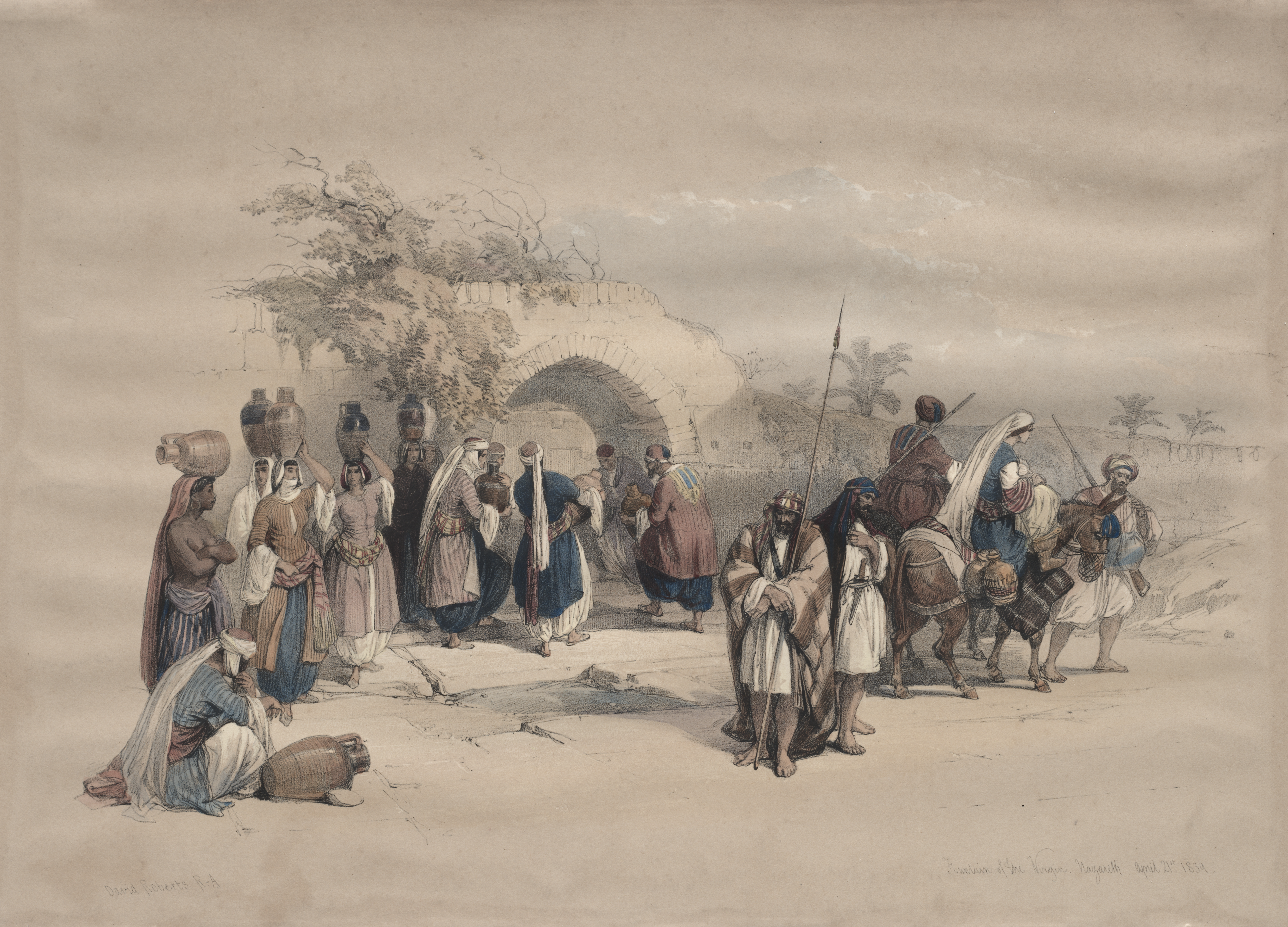
Фонтан Богородиці в Назареті. 1839 рік
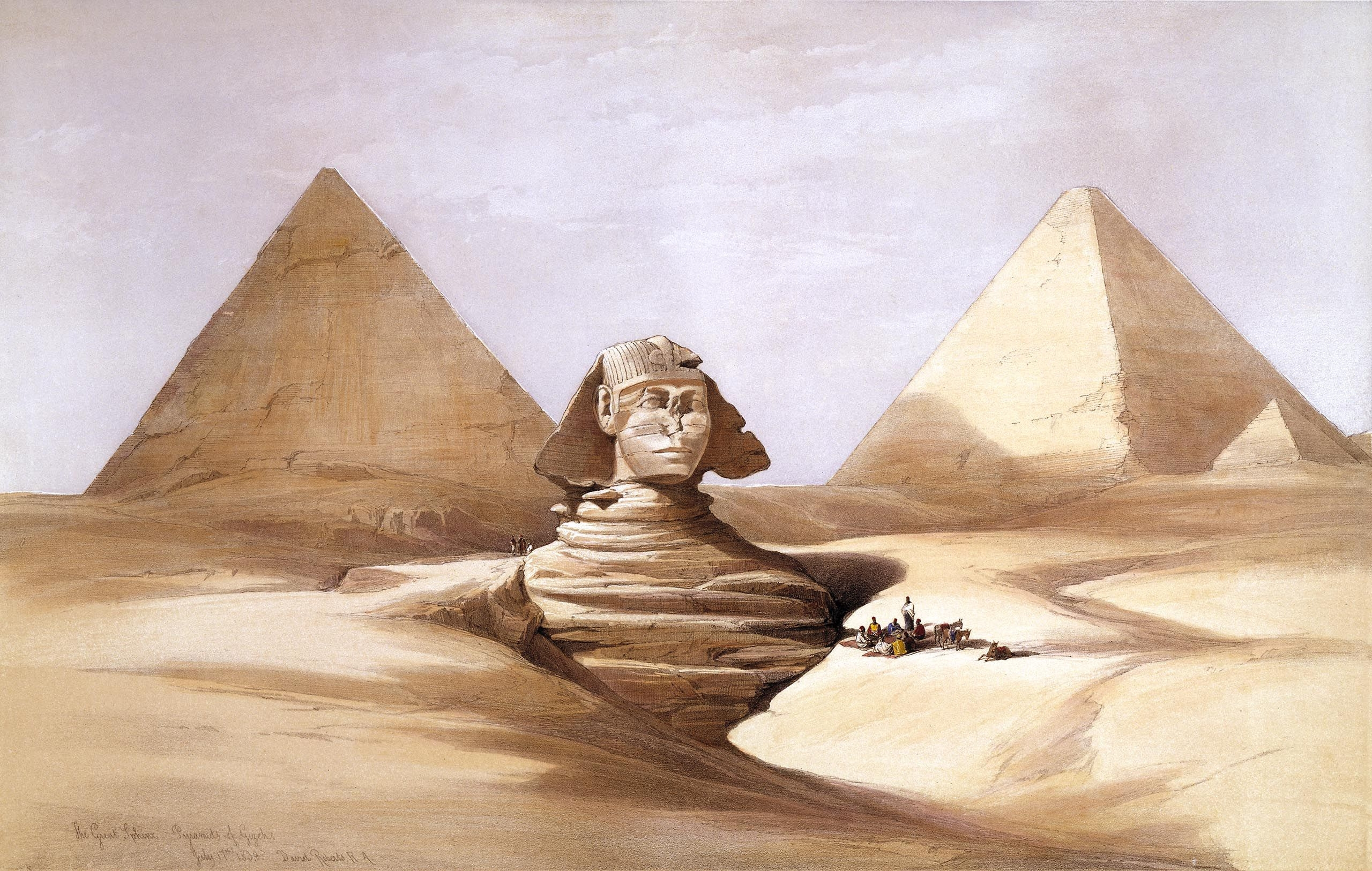
Великий Сфінкс та піраміди Ґізи. 1839 рік
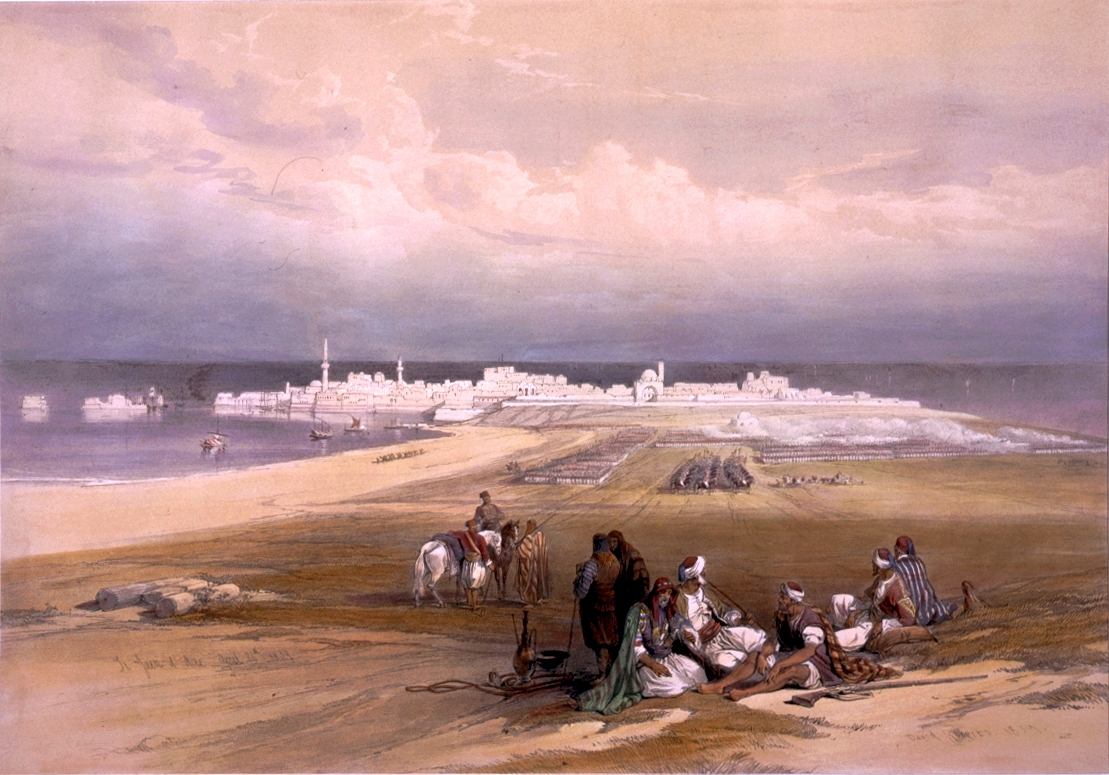
Акко. 1839 рік
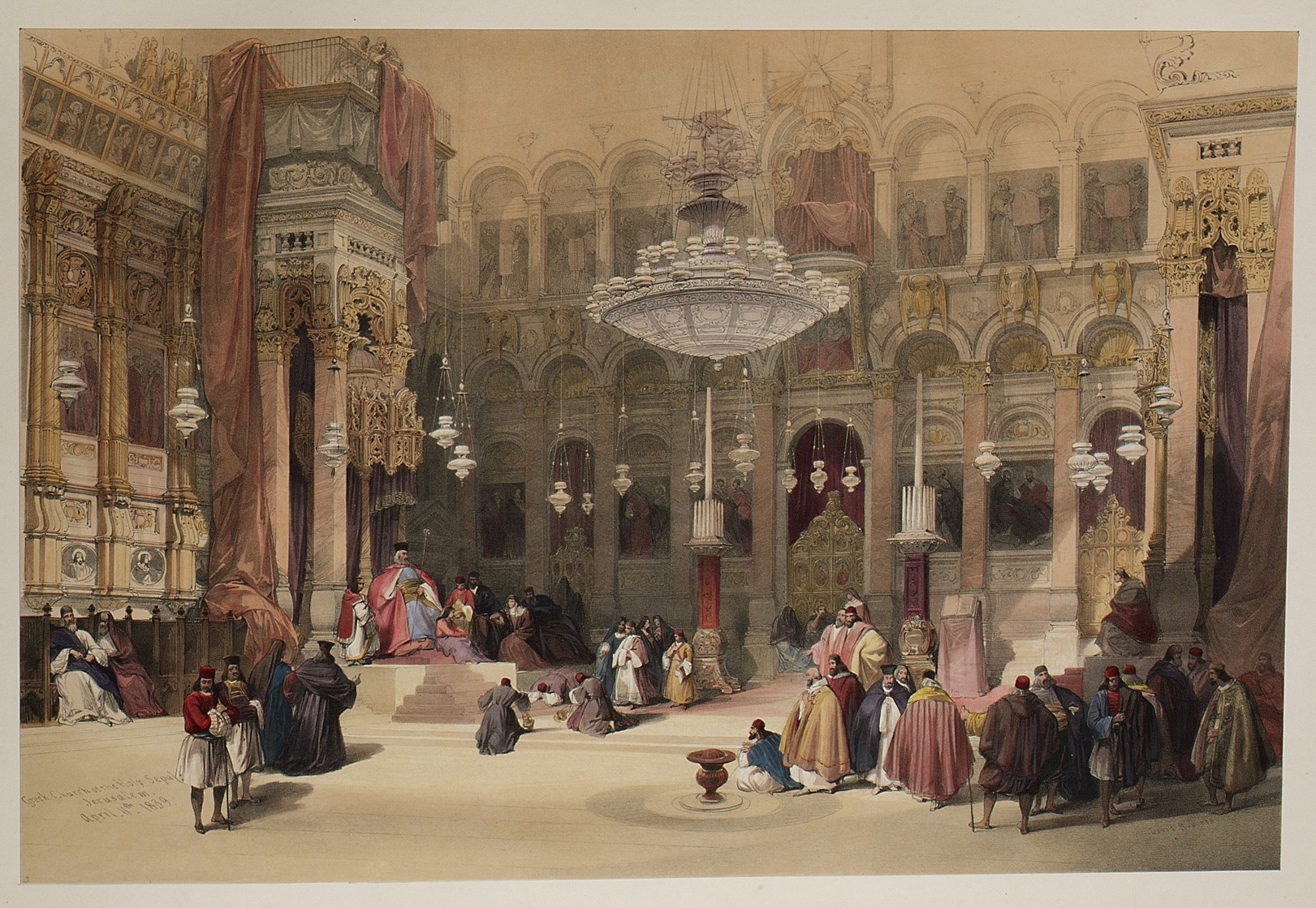
Свята земля: Сирія, Ідумея, Аравія, Єгипет та Нубія. 1842–1849 роки
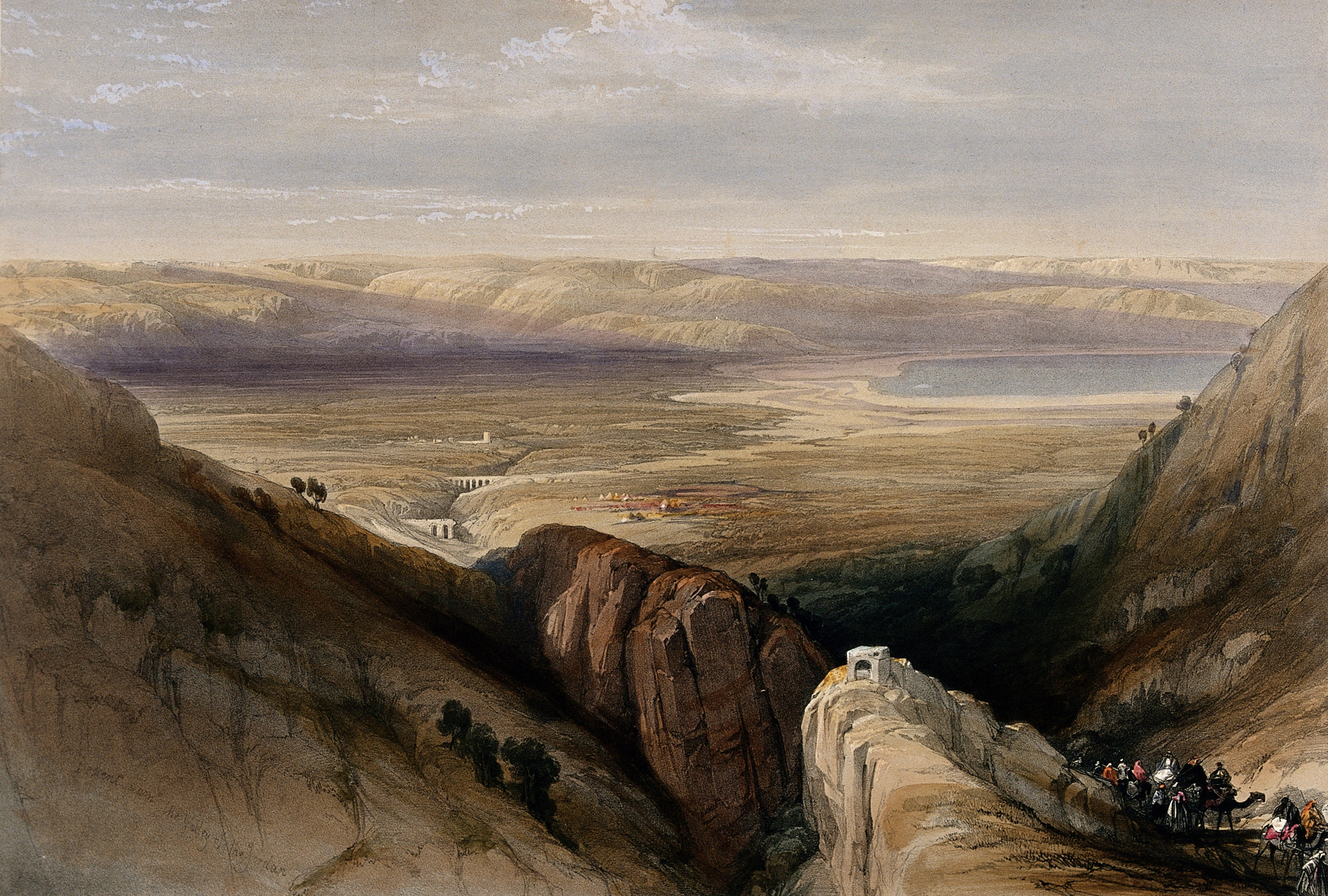
Долина річки Йордан. 1843 рік
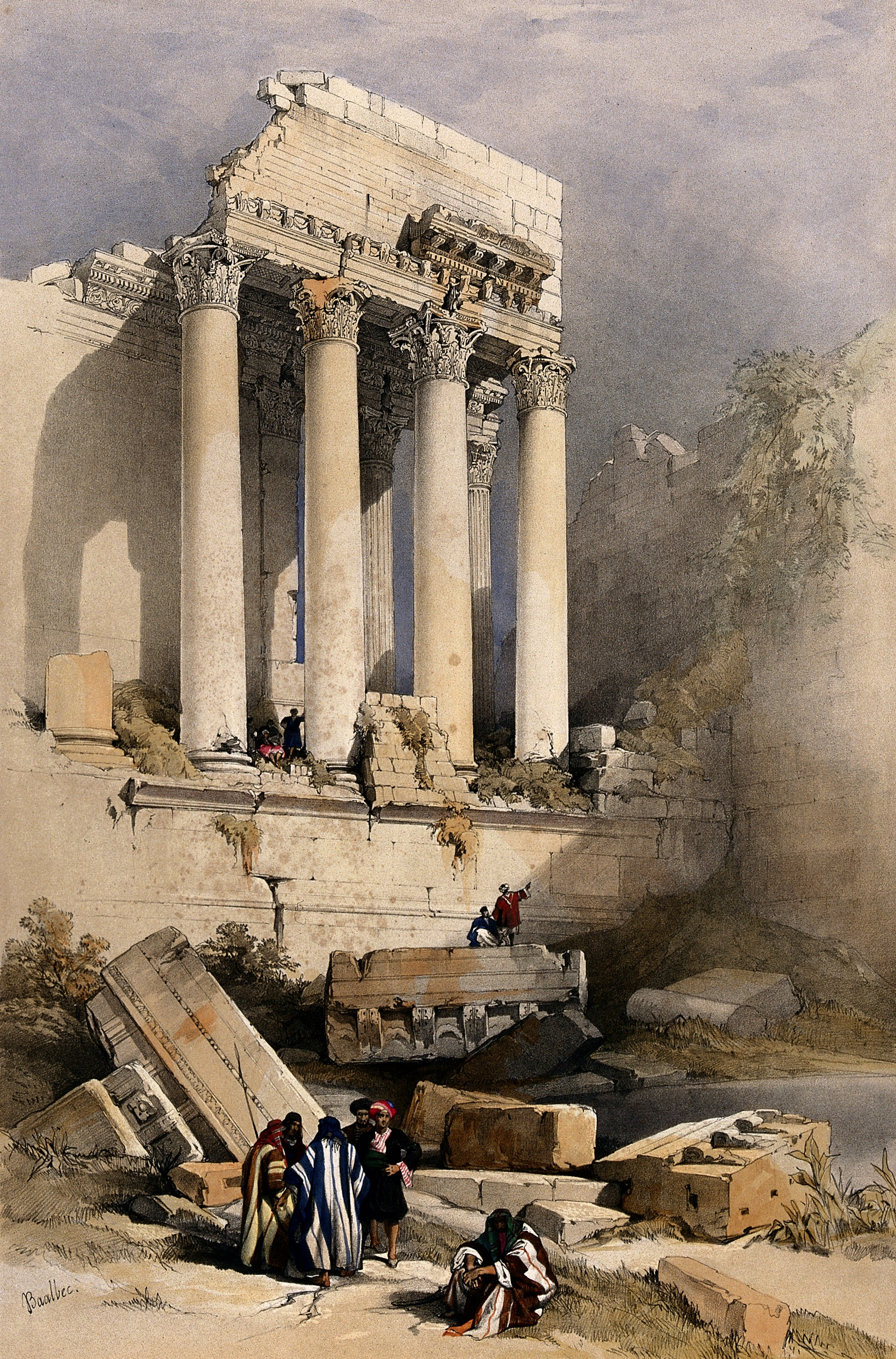
Руїни храму Вакха в Баальбеку. 1843
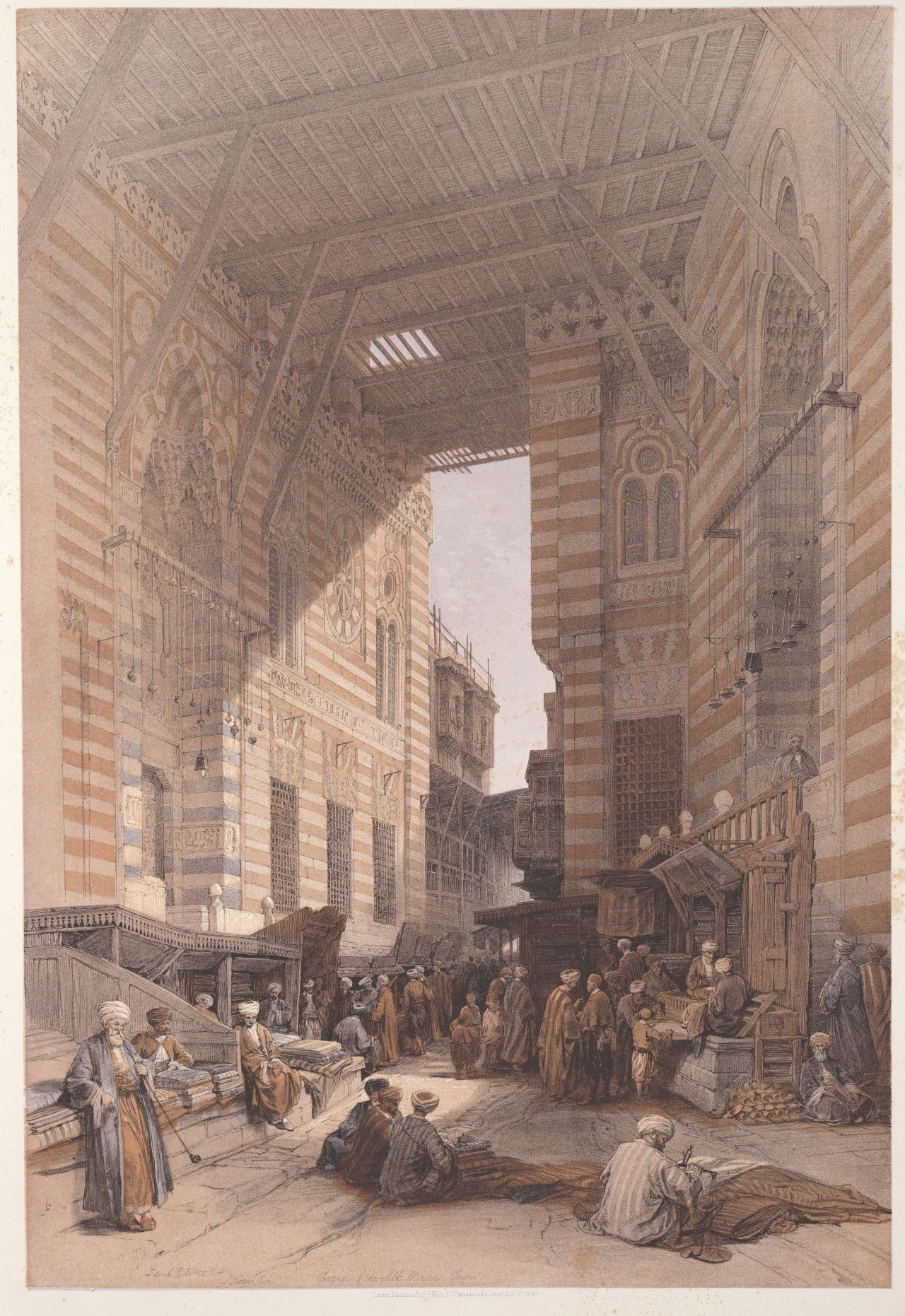
Ринок шовку в Каїрі. 1846 рік
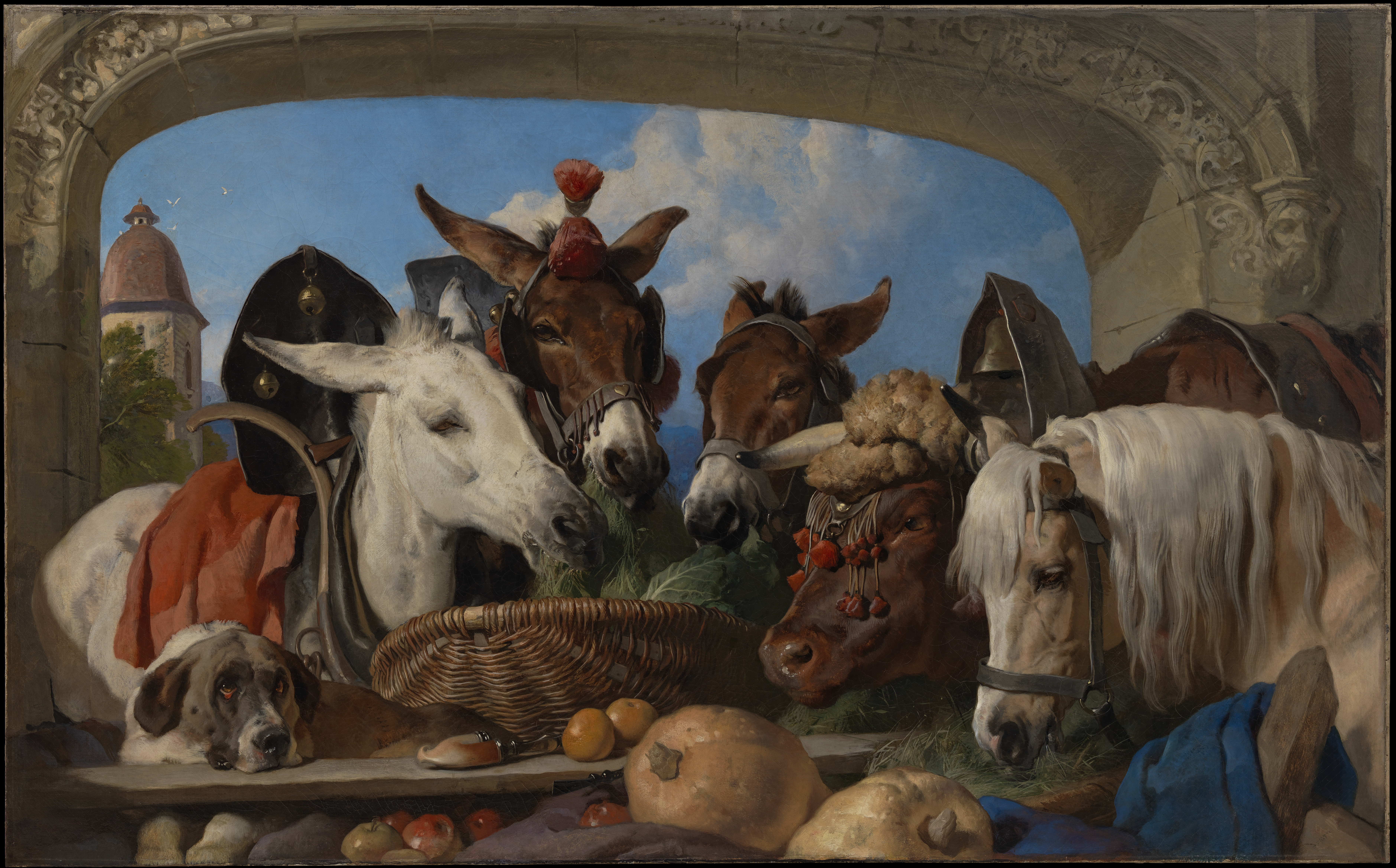
Група тварин. 1851 рік
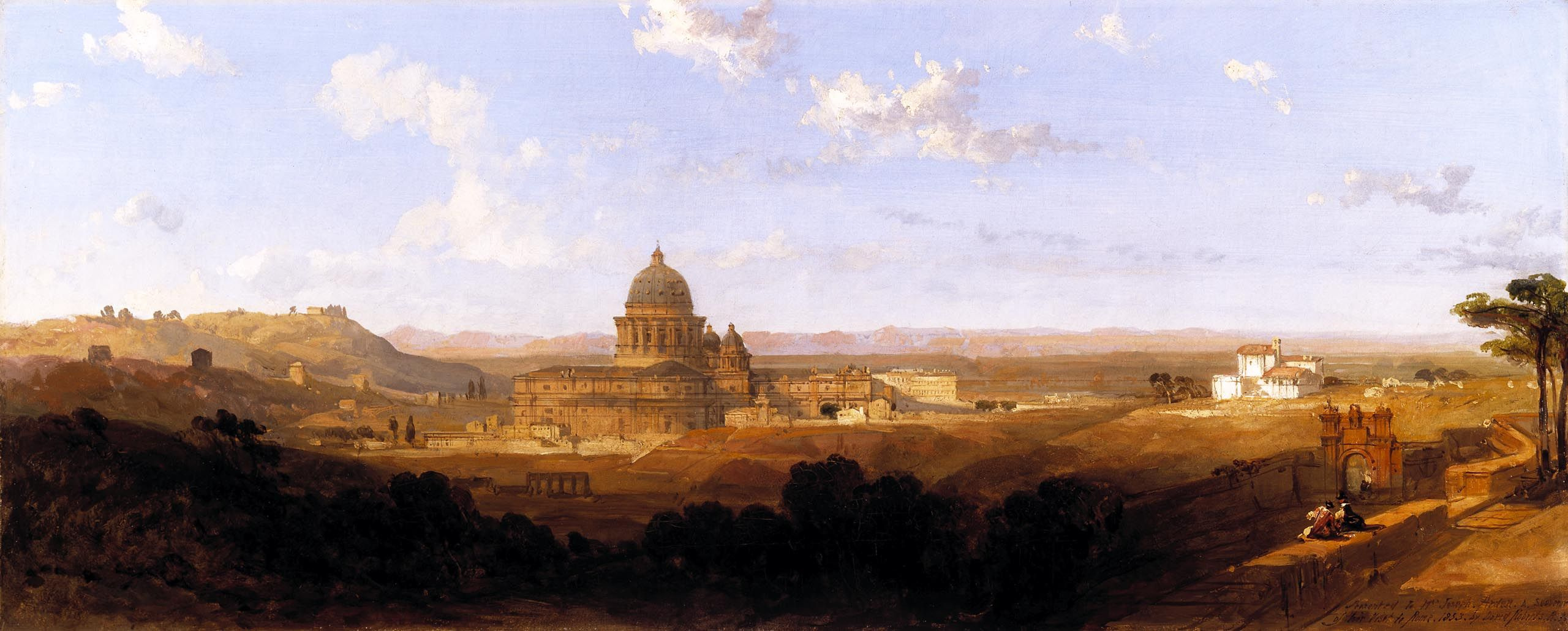
Вид на Рим. 1853 рік
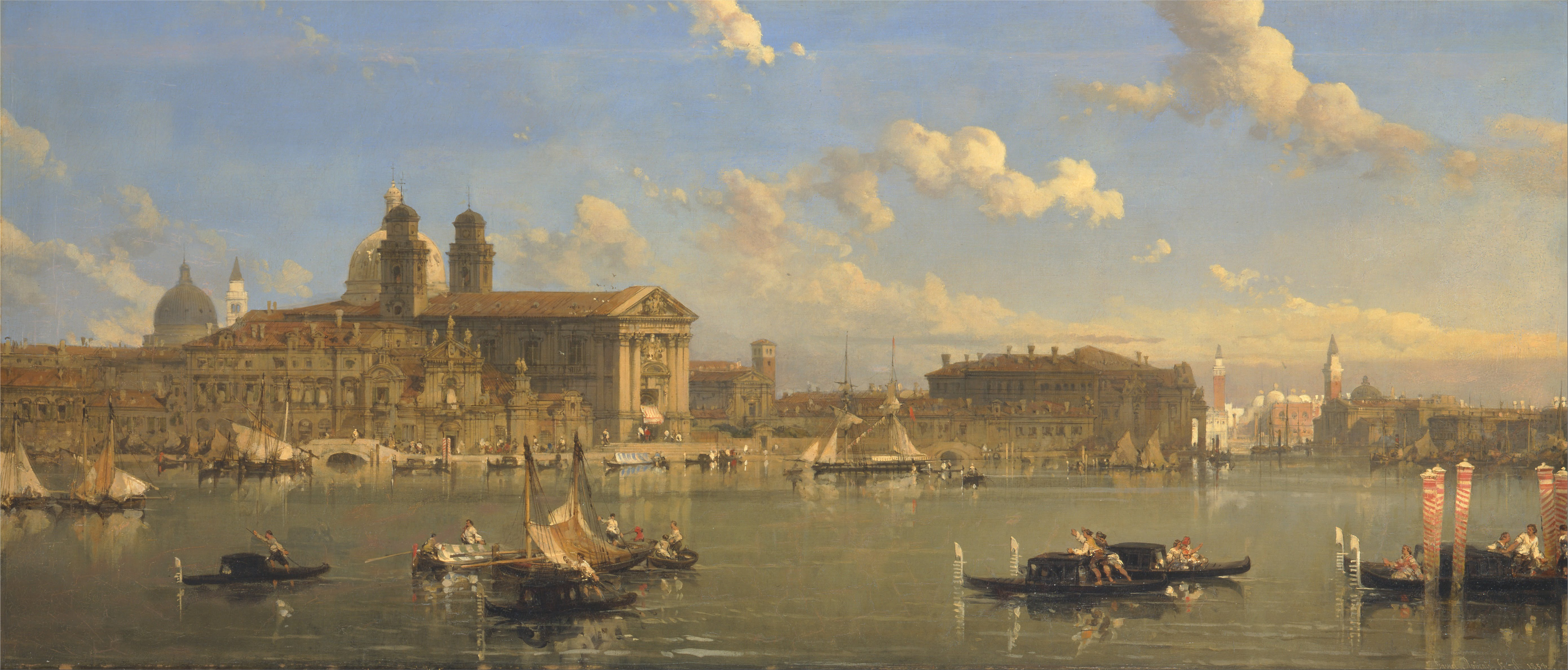
Джудекка, Венеція. 1854 рік
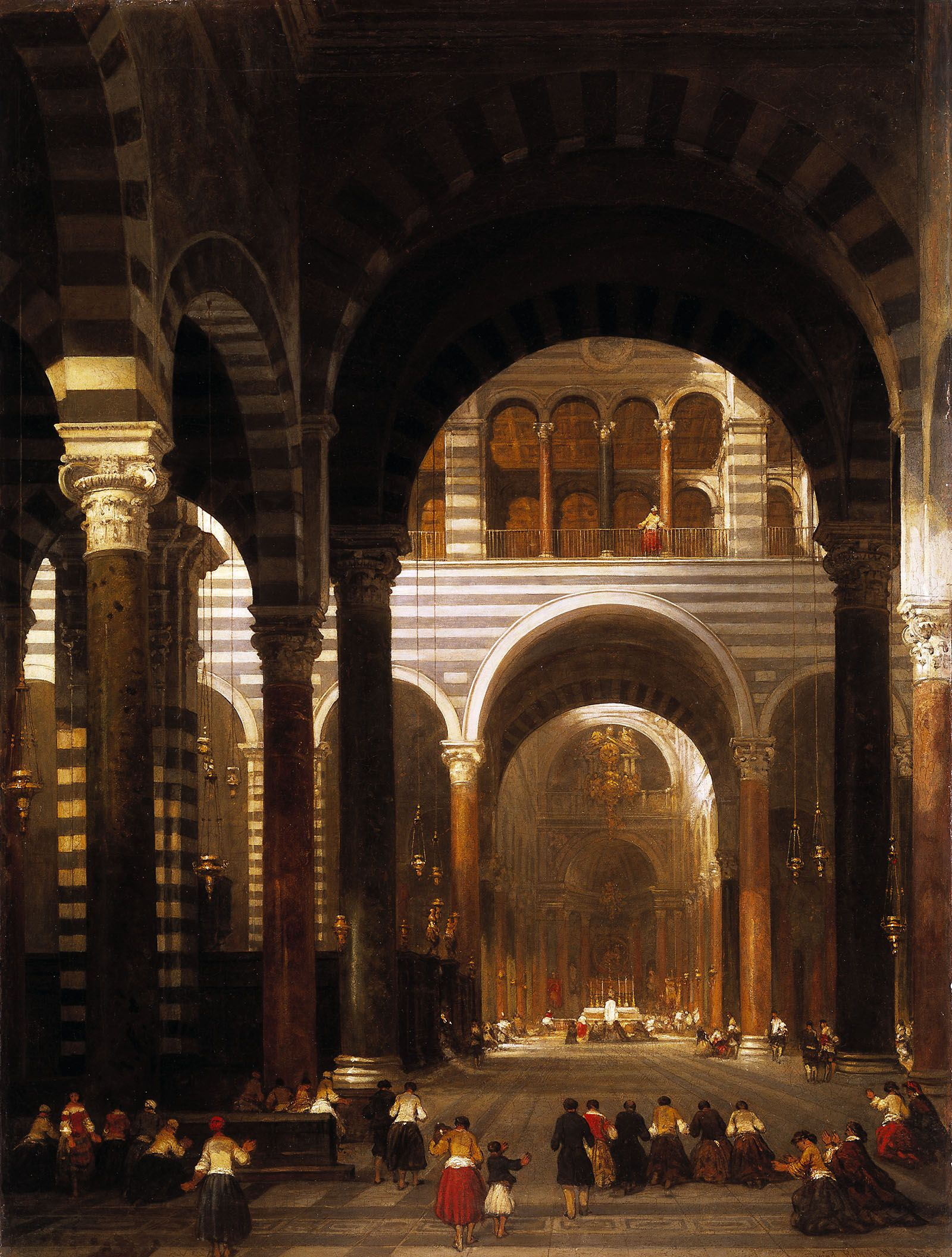
Інтер'єр собору в Пізі. 1859 рік